# Parlement sami de Russie
Le Parlement sami de Russie est une assemblée élue par les Samis de Russie à l'image des parlements samis de Norvège, Suède et Finlande, non reconnu par le gouvernement russe.